# Cyril Fletcher
Cyril Fletcher (25 de junio de 1913 – 2 de enero de 2005) fue un comediante británico.

## Resumen biográfico
Nacido en Watford, Inglaterra, era hijo de un abogado, funcionario en Friern Barnet, Londres. Tras estudiar en la Friern Barnet Grammar School, donde entretenía componiendo poemas sobre sus profesores, se graduó en la Guildhall School of Music and Drama. Fletcher fue también un hábil hombre de negocios, pues creía necesario diversificar en una actividad tan inconstante como es la del mundo del espectáculo. Fue fundador de Associated Speakers, una agencia para oradores que daban discursos posteriormente a las cenas.
Fue famoso sobre todo por sus Odd Odes (Odas Extrañas), que era un espacio integrado en el show televisivo That's Life!. Fletcher había empezado a intervenir en Odd Odes en 1937, mucho antes de que el espacio apareciera en la televisión. Tuvo la idea cuando buscaba material para un show radiofónico. La primera Odd Ode fue una cómica, aunque sentimental, lectura del poema guerrero de Edgar Wallace Dreaming of Thee. Tras esta transmisión, consiguió un programa con regularidad en Radio Luxemburgo, siendo éste el que le dio fama nacional.
También actuó como panelista en el show de la BBC What's My Line?, que se mantuvo entre 1951 y 1963.
Su esposa, Betty Astell, falleció en julio de 2005. Tuvieron una hija, Jill Fletcher.
Cyril Fletcher falleció en 2005 en Saint Peter Port, Guernsey, por causas naturales.